# Clytocera anhea
Clytocera anhea là một loài bọ cánh cứng trong họ Cerambycidae.